# Salvador Pallás Martínez
Salvador Pallás Martínez (Chella, 5 de mayo de 1888 - Valencia, 22 de febrero de 1960) fue un pintor y artista valenciano. Cultivó preferentemente el paisaje, la pintura costumbrista, el bodegón y el retrato, aunque también dedicó algunos años a la pintura religiosa. Se llegó a escribir de él que era uno de los mejores paisajistas valencianos.

## Biografía
Salvador Pallás Martínez nace el 5 de mayo de 1888 en la calle de Abajo n.º 3 de Chella (Valencia), hijo único del matrimonio entre José Ramón Pallás Sarrión y Vicenta Martínez Ferrando, familia de arraigo campesino de Chella.
En 1902 se instaló en Valencia, en casa de sus padrinos Ramón Rubio y Pilar Rubio donde comenzaría sus estudios para ingresar en la Escuela de Bellas Artes de San Carlos de Valencia, donde se matricularía al año siguiente, siendo alumno de un pintor meticuloso y culto: el enguerino Isidoro Garnelo Fillol. Durante su época de estudiante fue uno de los más destacados de su promoción tanto por las calificaciones como por la multitud de premios que recibió. En 1909 participa en la celebérrima Exposición Regional Valenciana, siendo todavía estudiante, donde es premiado, en la sección de Enseñanzas Artísticas, con Medalla de Plata.
En 1912 concurre a la oposición para la plaza de pensionado de pintura convocada por la Diputación Provincial de Valencia, junto con otro aspirante, Víctor Moya Calvo, pero algo pasa que no puede terminar los ejercicios de dicha oposición alegando "un asunto grave de familia y por encontrase mal de salud".
En mayo de 1914, realiza una exposición en el Círculo de Bellas Artes de Valencia en la que expone más de 50 obras, demostrando una feliz disposición para el género paisaje. De los artículos encontrados en la prensa de esos días, cabe destacar el que publica el Diario de Valencia el 14 de mayo de 1914, escrito por Rafael Berenguer Coloma (1890-1940), pintor, crítico de arte valenciano.
En 1915 pinta los retratos de los Condes de Buñol, D. Julia Mercader y Tudela y D. Bartolomé Granero Sanmartin. En 1913 la condesa, D. Julia Mercader, viuda del Marqués de Villagracia, José Mª de Gracia Santonja y Almella, se casó con su mayordomo, el chellino Bartolomé Granero y se trasladaron a la casa señorial que poseían en Chella.
Miembro de la Asociación de la Juventud Artística Valenciana, que tuvo, sobre todo, el mérito de aunar a una generación de artistas jóvenes deseosos de cambiar y evolucionar hacia un arte libre e independiente, con la finalidad de dinamizar el panorama cultural regional. La Asociación recibió desde su constitución el vital empuje de Joaquín Sorolla y de todos los artistas valencianos. Una de la metas primordiales estaba la de conseguir la construcción de un centro de exposiciones permanente en Valencia, el Palacio de las Artes e Industrias, donde esta comunidad artística pudiera dar cabida a sus nuevas expresiones. Para recoger fondos para esta causa se celebran varias exposiciones donde Salvador Pallás participa, destacando la II Exposición de la Juventud Artística Valenciana de 1917, donde recibió el premio de Medalla de Plata.
En 1924, tras la muerte de Sorolla y la posterior disolución de la Asociación de la Juventud Artística Valenciana, decide trasladarse a Chella, donde se dedicaría a pintar por encargo, sobre todo retratos.
En 1925, el Ayuntamiento de Ayora nombra a los Reyes de España, Alfonso XIII y Victoria Eugenia de Battenberg, alcalde y alcaldesa honorarios de la villa y encarga al pintor Salvador Pallás la confección de un pergamino artístico.
En 1928, la revista local “Juventud Enguerina” publica una pequeña entrevista a Salvador Pallás y dos retratos de los ilustres Garnelo, Isidoro Garnelo Fillol y José Garnelo Alda dibujados por el artista.
En 1931, con la llegada de la II República, se casa con Purificación Pallás Catalá y reaparece en la escena artística de la capital del Turia. Durante los años de la República (1931-39) participa en varias exposiciones celebradas en el Ateneo Mercantil de las que se hacen eco varios periódicos y la revista Ribalta del escultor y crítico de arte José Mª Bayarri, y nacen sus hijos Carmen, Salvador, Manuel y José Ramón.
Durante los amargos años de la posguerra realizó varias obras para las iglesias de Chella, Bolbaite y Carcaixent, destacando el paisaje mural de Jerusalén de noche de Chella y los monumentales lienzos copias de Rubens y Rafael Sanzio, y realizó varias exposiciones en la Sala Prat.
En el año 1950 se traslada con su familia al barrio de Ruzafa de Valencia, donde se ofrecían más oportunides para sus hijos. Allí pasaría los últimos diez años de su vida colaborando con artistas falleros como Modesto González Latorre, pintando las partes más delicadas de los monumentos reservadas para los artistas.
El 22 de febrero de 1960 muere en su domicilio de la calle de las Platerias 13 de Valencia